# Stefan Kozlov
Stefan Kozlov (* 1. Februar 1998 in Skopje, Mazedonien) ist ein US-amerikanischer Tennisspieler.

## Karriere
Stefan Kozlov spielt hauptsächlich auf der ATP Challenger Tour und der ITF Future Tour. Auf der Future Tour gewann er bislang einen Titel im Doppel an der Seite von Sekou Bangoura. Auf der Challenger Tour gewann er bisher zwei Titel im Doppelbewerb sowie zwei Einzeltitel. 2013 stand er erstmals im Hauptfeld eines ATP-World-Tour-Turniers, als er in Newport eine Wildcard erhielt. Er scheiterte jedoch in drei Sätzen an Michał Przysiężny. Seine erste Teilnahme bei einem Grand-Slam-Turnier bestritt er 2014 im Doppelbewerb der US Open, wo er an der Seite von Noah Rubin ebenfalls eine Wildcard erhielt.

## Erfolge
| Legende (Anzahl der Siege)  |
| Grand Slam                  |
| ATP World Tour Finals       |
| ATP World Tour Masters 1000 |
| ATP World Tour 500          |
| ATP World Tour 250          |
| ATP Challenger Tour (9)     |

### Einzel

#### Turniersiege
| Nr. | Datum              | Turnier         | Belag         | Finalgegner      | Ergebnis      |
| --- | ------------------ | --------------- | ------------- | ---------------- | ------------- |
| 1.  | 27. November 2016  | Columbus II     | Hartplatz (i) | Tennys Sandgren  | 6:1, 2:6, 6:2 |
| 2.  | 22. September 2017 | Las Vegas       | Hartplatz     | Liam Broady      | 3:6, 7:5, 6:4 |
| 3.  | 26. September 2021 | Columbus I      | Hartplatz (i) | Max Purcell      | 4:6, 6:2, 6:4 |
| 4.  | 7. November 2021   | Charlottesville | Hartplatz (i) | Aleksandar Vukic | 6:2, 6:3      |
| 5.  | 21. November 2021  | Champaign       | Hartplatz (i) | Aleksandar Vukic | 5:7, 6:3, 6:4 |

### Doppel

#### Turniersiege
| Nr. | Datum              | Turnier   | Belag         | Partner            | Finalgegner                      | Ergebnis          |
| --- | ------------------ | --------- | ------------- | ------------------ | -------------------------------- | ----------------- |
| 1.  | 1. Februar 2015    | Maui      | Hartplatz     | Jared Donaldson    | Chase Buchanan Rhyne Williams    | 6:3, 6:4          |
| 2.  | 9. Juli 2016       | Winnetka  | Hartplatz     | John-Patrick Smith | Sekou Bangoura David O’Hare      | 6:3, 6:3          |
| 3.  | 31. Juli 2021      | Lexington | Hartplatz     | Liam Draxl         | Alex Rybakov Reese Stalder       | 6:2, 6:75, [10:7] |
| 4.  | 25. September 2021 | Columbus  | Hartplatz (i) | Peter Polansky     | Andrew Lutschaunig James Trotter | 7:5, 7:65         |

## Abschneiden bei Grand-Slam-Turnieren

### Herreneinzel
| Turnier         | 2014 | 2015 | 2016 | 2017 | 2018 | 2019 | 2020 | 2021 | 2022 | 2023 | Karriere |
| --------------- | ---- | ---- | ---- | ---- | ---- | ---- | ---- | ---- | ---- | ---- | -------- |
| Australian Open | —    | —    | —    | Q1   | Q3   | —    | —    | —    | 2    | Q1   | 2        |
| French Open     | —    | —    | Q1   | Q2   | Q1   | —    | —    | —    | Q1   |      | —        |
| Wimbledon       | —    | —    | Q1   | Q2   | Q2   | —    |      | —    | 1    |      | 1        |
| US Open         | Q2   | Q1   | Q1   | Q1   | —    | Q1   | —    | Q1   | 1    |      | 1        |

Zeichenerklärung: S = Turniersieg; F, HF, VF, AF = Einzug ins Finale / Halbfinale / Viertelfinale / Achtelfinale; 1, 2, 3 = Ausscheiden in der 1. / 2. / 3. Hauptrunde; Q1, Q2, Q3 = Ausscheiden in der 1. / 2. / 3. Qualifikationsrunde; nicht ausgetragen

### Junioreneinzel
| Turnier         | 2012 | 2013 | 2014 | Karriere |
| --------------- | ---- | ---- | ---- | -------- |
| Australian Open | —    | —    | F    | F        |
| French Open     | —    | 2    | VF   | VF       |
| Wimbledon       | 2    | VF   | F    | F        |
| US Open         | AF   | 1    | VF   | VF       |

### Juniorendoppel
| Turnier         | 2012 | 2013 | 2014 | Karriere |
| --------------- | ---- | ---- | ---- | -------- |
| Australian Open | —    | —    | VF   | VF       |
| French Open     | —    | —    | HF   | HF       |
| Wimbledon       | AF   | 1    | F    | F        |
| US Open         | 1    | 1    | AF   | AF       |